# جهان‌های متقاطع
جهان‌های متقاطع (به انگلیسی: Crossworlds) یک فیلم علمی-تخیلی محصول سال ۱۹۹۷ است که بازیگرانی مانند روتخر هاور، جاش چارلز و آندرئا روث در آن ایفای نقش می‌کنند.

## بازیگران
- روتخر هاور در نقش ای. تی (الکس)
- جاش چارلز در نقش جوزف «جو» تالبوت
- استوارت ویلسون در نقش فریس
- آندرئا روث در نقش لورا
- پری آنزیلوتی در نقش رِبو
- ریچارد مک گرگور در نقش استو
- جک بلک در نقش استیو
- الن گیر در نقش مادر جو
- بورلی جانسون در نقش ملکه